# Köpcsény vasútállomás
Köpcsény vasútállomás (németül: Bahnhof Kittsee) egy burgenlandi vasútállomás Köpcsény településen, melyet az Ostbahn üzemeltet.

## Vasútvonalak
Az állomást az alábbi vasútvonalak érintik:
- Pándorfalu–Pozsony-vasútvonal

## Kapcsolódó állomások
A vasútállomáshoz az alábbi állomások vannak a legközelebb:
- Pozsonyligetfalu vasútállomás
- Lajtakörtvélyes megállóhely